# Raupenschlepper

Lombard Steam Log Hauler (um 1907)

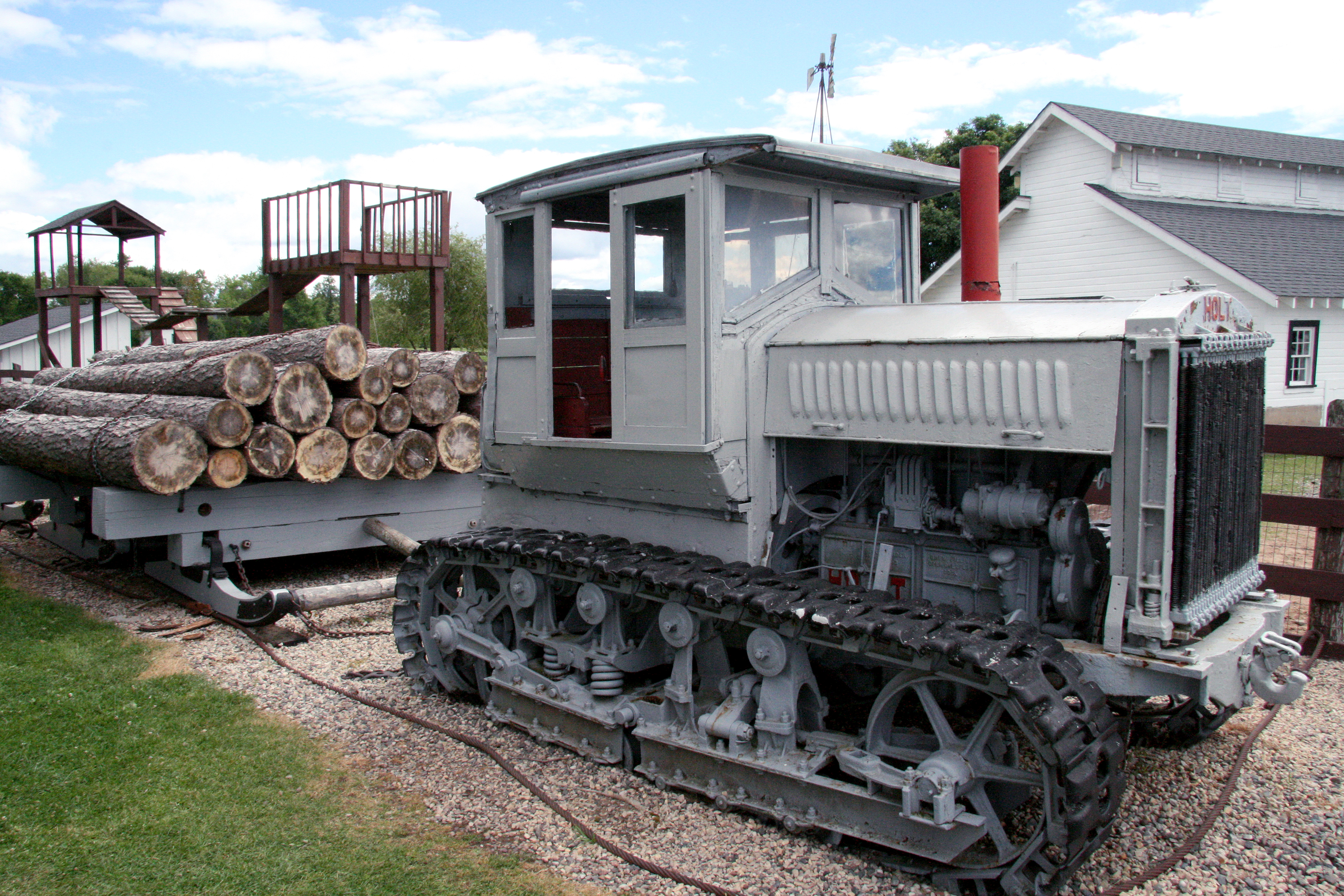
Kettenschlepper Holt von vor 1925

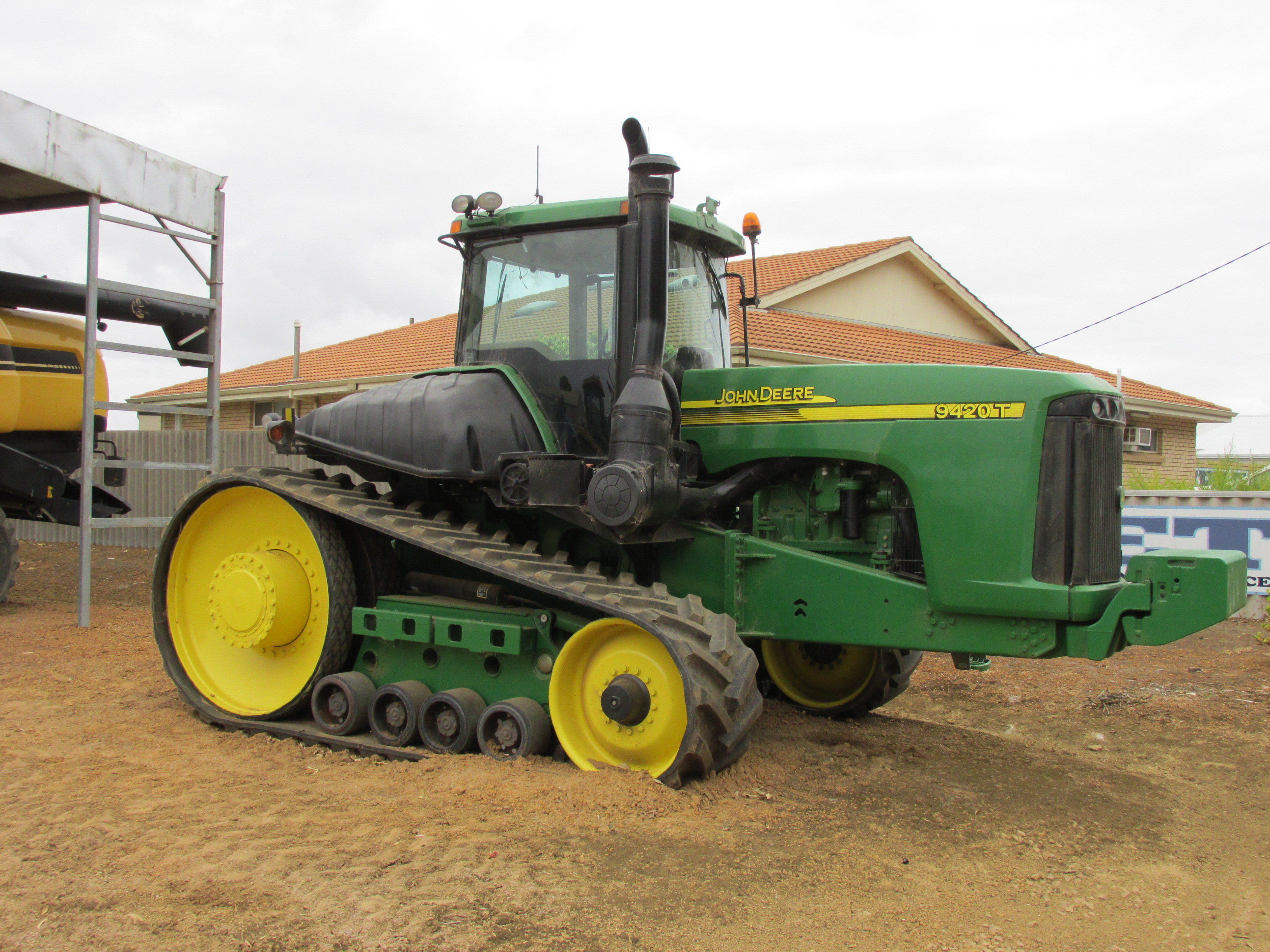
Moderner Raupentraktor John Deere 9420T

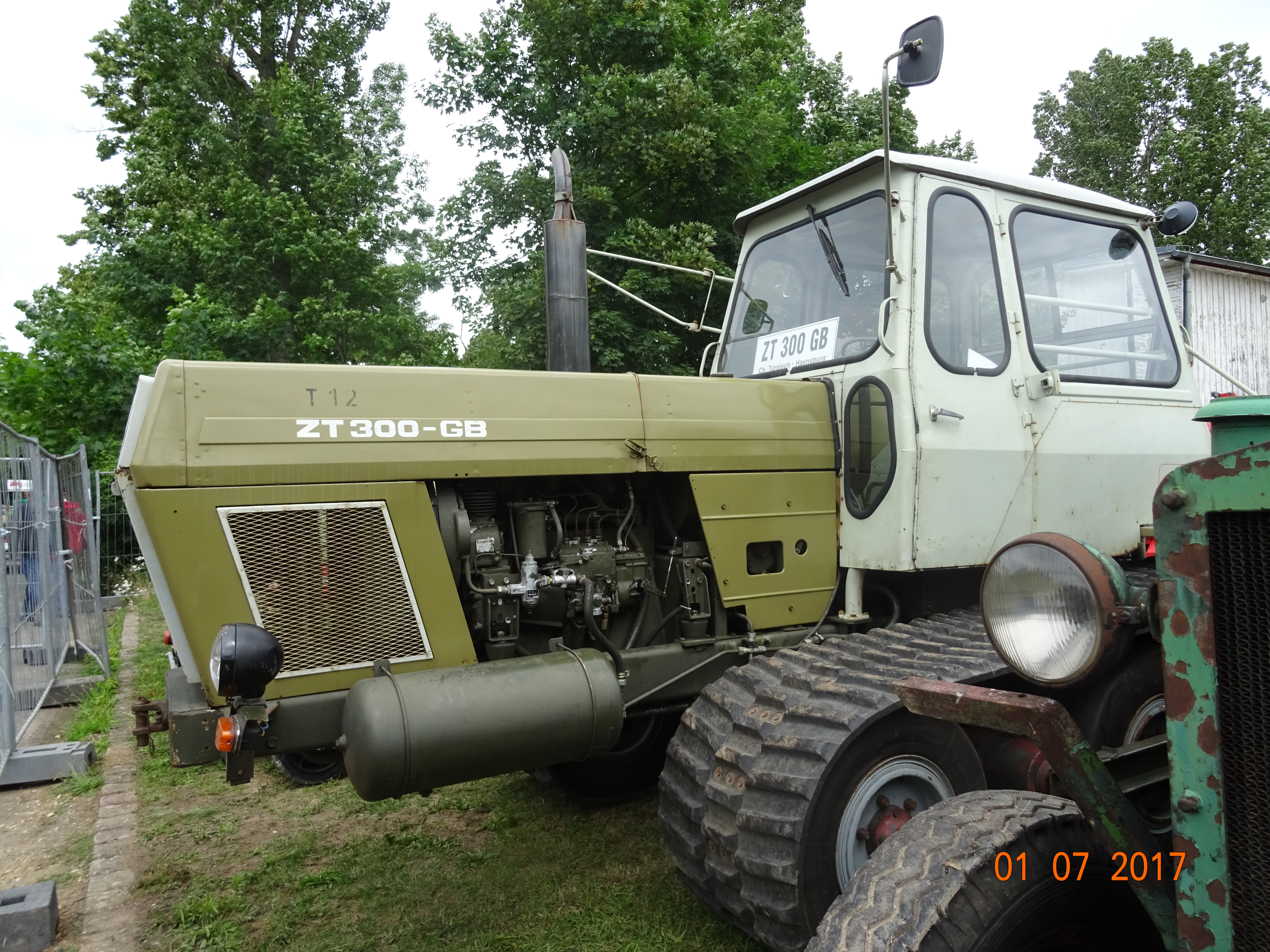
In sehr geringer Stückzahl gebauter Gleisbandtraktor auf Basis des Fortschritt ZT 300; Bauzeit ab 1983

Ein Raupenschlepper oder Kettenschlepper ist ein Kraftfahrzeug, das in unterschiedlichen Einsatz- und Anwendungsgebieten Verwendung findet, zum Beispiel im Erdbau, der Land- und Forstwirtschaft, beim Militär, im Straßenbau, der Baumaschinentechnik oder Pistenräumung in Skigebieten. Ein Raupenschlepper ist mit Raupenketten (fachsprachlich auch Gleisketten) ausgestattet, so dass er sich als Kettenfahrzeug bevorzugt auf schlecht tragfähigem, lehmigem Untergrund einsetzen lässt, auf dem Radschlepper und andere Radfahrzeuge einsinken und versagen. Je nach Verwendung und gegebenenfalls Anbaugeräten kann es sich bei Raupenschleppern zum Beispiel um Zugmaschinen oder selbstfahrende Arbeitsmaschinen handeln.

## Funktion

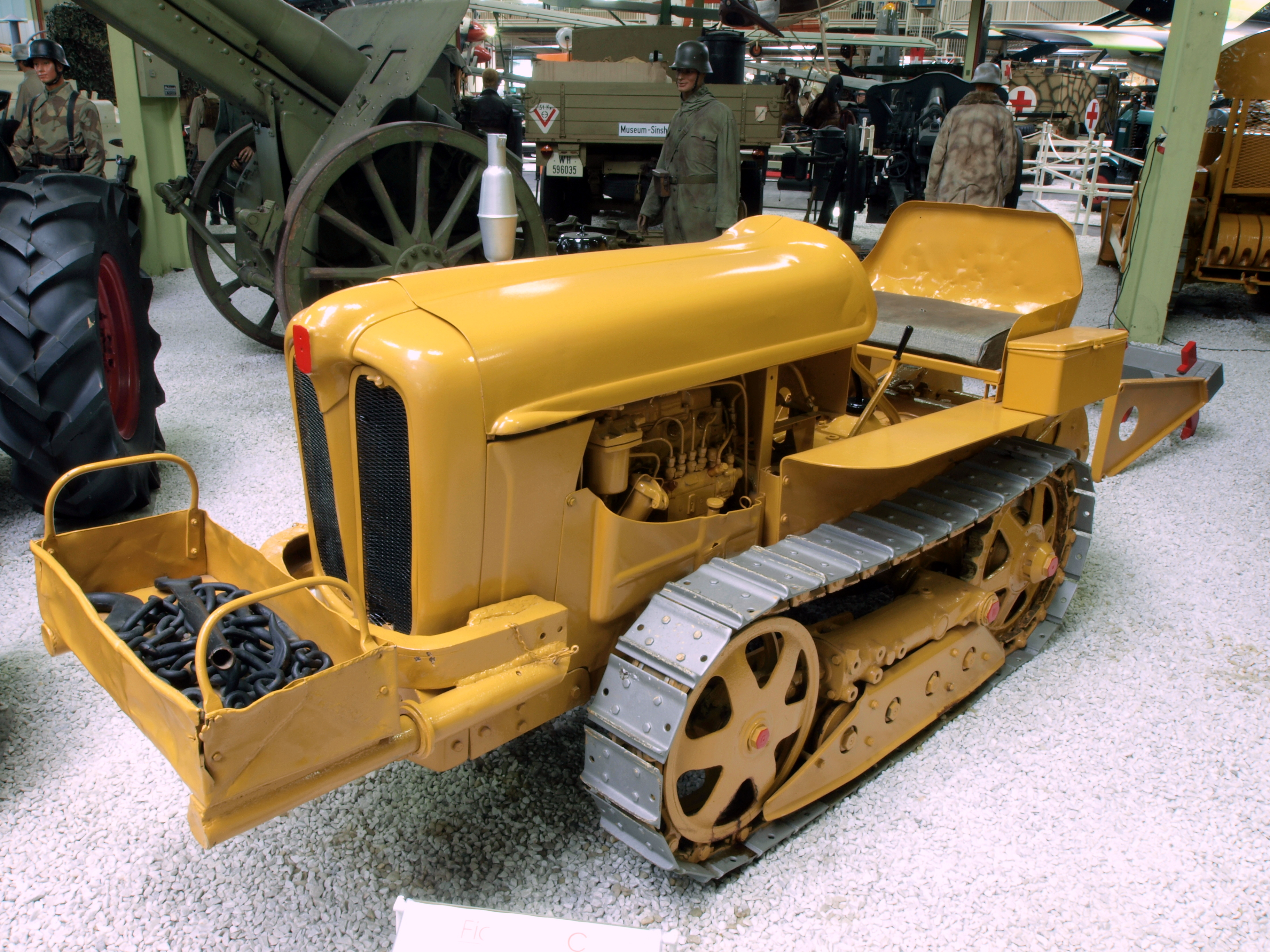
Weinbergraupe Fiat 331C im Technik-Museum Sinsheim

Raupenschlepper werden zum Schleppen von Arbeitsmaschinen verwendet oder auch unmittelbar als Dichtungsmaschine. Da sie einen verhältnismäßig geringen spezifischen Bodendruck besitzen, müssen sie für Verdichtungsarbeiten beschwert werden. Wie die Planierraupen sind die Raupenschlepper keine spezifischen Verdichtungsmaschinen, ihnen fallen aber einige Spezialaufgaben zu. Im Erdbau sind sie die gebräuchlichsten Baumaschinen, da sie einen statischen Bodendruck beim Überfahren locker aufgeschütteter Untergründe ausüben, sie erreichen aufgrund ihrer schmalen Arbeitsbreite je Übergang erst bei vielfachem Überfahren die gleiche Verdichtungswirkung bzw. -leistung im Vergleich zu Gummiradwalzen. Weil ihre Ketten schnell verschleißen, sind sie nur zum Verdichten kurzer Böschungen, feuchter Erde, rolliger gemischter Erdarten geeignet. Ungeeignet sind sie hingegen auf lockeren steinigen Untergründen.
Im Vergleich zum Raupenschlepper kann ein Radschlepper (Traktor) meist deutlich schneller fahren und hat andere Getriebeabstufungen, versagt aber auf Baustellen mit rutschigen, nassen Böden. Seine geringe Fahrgeschwindigkeit macht der Raupenschlepper durch seine Funktion als effiziente Zugmaschine und geringen Bodendruck wett; wirtschaftlich ist seine Anschaffung dort, wo er zur Lastenbeförderung eingesetzt wird und wo es auf Geschwindigkeit nicht ankommt.
Landwirtschaftliche Raupenschlepper verfügen über ähnliche Antriebssysteme (Hydraulik) wie militärische Panzerfahrzeuge. Die meisten der anderen im Zivilbereich eingesetzten Raupenfahrzeuge waren früher mit Schaltgetrieben ausgerüstet, heute geht der eindeutige Trend zu komplett hydraulischen Antrieben, vornehmlich auf Basis hydrostatischer Wandlung.
Militärisch werden Raupenschlepper hauptsächlich als Artillerieschlepper zum Bewegen schwerer Geschütze eingesetzt. In modernen Armeen kommen sie allerdings immer weniger zum Einsatz, da geländetaugliche LKWs und Selbstfahrlafetten ihre Rolle übernehmen.

## Geschichte und Wortherkunft

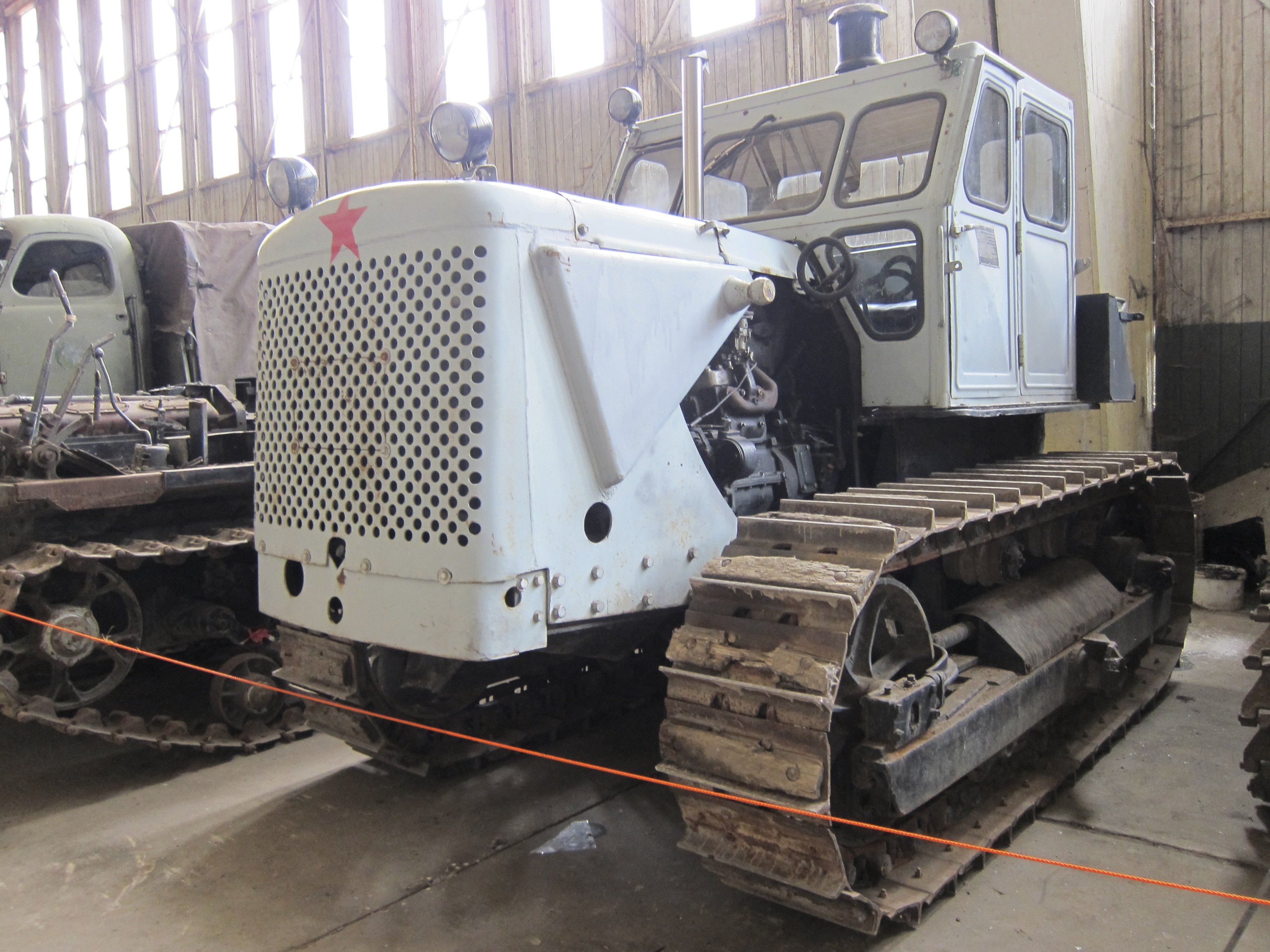
Raupenschlepper T-100 im Technik-Museum Pütnitz

Als erstes kommerziell erfolgreiches Kettenfahrzeug der Welt gilt der dampfbetriebene Lombard Steam Log Hauler, der speziell für das Holzrücken konstruiert worden war.
Der erste Raupenschlepper mit Otto-Motor entstand 1906 bei Holt, dann 1931 der erste Raupenschlepper mit Dieselmotor.
Joseph Vollmer, der verantwortlich für die ersten deutschen Panzerfahrzeuge war, entwickelte gleich nach Ende des Ersten Weltkrieges einen Raupenschlepper für zivile Verwendung. Diese sogenannten WD-Raupenschlepper mit 25 PS Leistung der Deutschen Kraftpflug-Gesellschaft Berlin wurden in der Hannoverschen Maschinenbau AG (Hanomag) fabriziert. Ähnliche Fahrzeuge wurden in Lizenz auch von Podeus in Wismar und von den Dinos-Werken in Berlin gebaut. Die Schlepper wurden in zwei Größen hergestellt: mit 20 PS (später 25 PS, 4 Zylinder, Bohrung × Hub: 90 mm × 150 mm) und 50 PS (4 Zylinder, 130 mm × 155 mm) Motoren. Die Triebwerke waren mit einem Grätzin-Schwerölvergaser ausgerüstet, die mit Petroleum betrieben wurden.
Das Lemma Raupenschlepper ist eine seit 1930 nachgewiesene Lehnübersetzung aus dem Englischen von caterpillar tractor (caterpillar englisch für Raupe; tractor englisch für Zugmaschine, Schlepper), was seit 1915 belegt ist. Die Firma Podeus konstruierte Kettenschlepper, die zum ersten Male die Bezeichnung „Raupenschlepper“ trugen.